# Рисов делфин
Рисов делфин (лат. Grampus griseus) је врста сисара из породице океанских делфина (Delphinidae) и парвореда китова зубана (Odontoceti).

## Распрострањење
Ареал врсте Grampus griseus обухвата већи број држава уз обале Пацифика, Атлантика и Индијског океана.
Врста има станиште у Аустралији, Мексику, Норвешкој, Јапану, Новом Зеланду, Јужноафричкој Републици, Канади, Сједињеним Америчким Државама, Русији, Кини, Бразилу, Аргентини, Венецуели, Колумбији, Шведској, Немачкој, Шпанији, Италији, Грчкој, Турској, Гренланду, Пакистану, Ирану, Ираку, Саудијској Арабији, Тајланду, Малезији, Индонезији, Филипинима, Египту, Судану, Алжиру, Мароку, Мауританији, Нигеру, Нигерији, Камеруну, Сомалији, Мадагаскару, Кенији, Танзанији, Перуу, Чилеу, Панами, Никарагви, Гватемали, Хондурасу, Данској, Уједињеном Краљевству, Ирској, Португалу, Француској, Самои, Соломоновим острвима, Тонги, Кирибатима, Фиџију, Маршалским острвима, Палауу, Вануатуу, Папуи Новој Гвинеји, Естонији, Монаку, Белгији, Малти, Салвадору, Белизеу, Куби, Кајманским острвима, Јамајци, Хаитију, Доминиканској Републици, Светом Винсенту и Гренадинију, Светом Китсу и Невису, Светој Луцији, Порторику, Гвајани, Суринаму, Бермудским острвима, Антигви и Барбуди, Бахамским острвима, Барбадосу, Доминици, Тринидаду и Тобагу, Гваделупу, Мартинику, Француској Гвајани, Бенину, Зеленортским острвима, Коморима, Обали Слоноваче, Џибутију, Екваторијалној Гвинеји, Брунеју, Габону, Гани, Гвинеји Бисао, Либерији, Намибији, Сенегалу, Сијера Леонеу, Тогу, Аруби, Гренади, Холандским Антилима, Уругвају, Девичанским острвима, Бангладешу, Камбоџи, Јордану, Хонгконгу, Кувајту, Либану, Малдивима, Оману, Катару, Сингапуру, Шри Ланци, Сирији, Уједињеним Арапским Емиратима, Јемену, Америчкој Самои, Куковим острвима, Гваму, Пољској, Финској, Литванији, Анголи, Тувалуу, Науруу, Албанији, Кипру, Еритреји, Маурицијусу, Сејшелима, Тунису, Северној Кореји, Јужној Кореји и Гибралтару.

## Станиште
Станиште врсте су морски екосистеми.

## Угроженост
Ова врста није угрожена, и наведена је као последња брига јер има широко распрострањење.